# Becque Labié
Der Becque Labié oder Becca Labié (vom Patois valdôtain labie für ‹Schiefer[platte]›) ist ein Berg zwischen der Valpelline (Aostatal) und der Val de Bagnes (Kanton Wallis) mit einer Höhe von 3462 m ü. M. Über dem Gipfel verläuft die Grenze zwischen der Schweiz und Italien.
Der Becque Labié macht dank seinem mächtigen Südgrat von Süden gesehen Eindruck. Die Ostflanke dieses Grats wird von gewaltigen, steilen und sehr glatten Platten gebildet. Die Ostflanke besteht sonst aus eher schlechten Felsen und ist Steinschlag ausgesetzt.

## Lage und Umgebung
Der Becque Labié gehört zu den Walliser Alpen. Über dem Gipfel verläuft die Gemeindegrenze zwischen Val de Bagnes im Norden und Bionaz im Süden. Die Grenze bildet beim Becque Labié einen rechten Winkel. Nördlich des Berges befindet sich der Otemmagletscher.
Zu den Nachbargipfeln gehören die Aouille Tseque (3553 m) im Westen, der Bec de la Sasse (3495 m) und die l’Aiguillette (3198 m) im Norden, sowie die Pointe de Boette (3540 m) im Osten.
Östlich des Becque Labié befindet sich der Col d’Otemma (3209 m).
Der am weitesten entfernte sichtbare Punkt (44° 33′ 52,6″ N, 9° 30′ 56,4″ O) vom Becque Labié befindet sich 50 km ostnordöstlich von Genua beim Monte Nero in der Gemeinde Ferriere in der Provinz Piacenza in der Emilia-Romagna und ist 221,6 km entfernt.
Auf der Nordwestflanke besitzt der Becque Labié einen Gletscher, den Glacier de l’Aiguillette. Auch die Südostflanke und die Südwestflanke sind vergletschert.

## Route zum Gipfel

### Vom Col d’Otemma (Westgrat)
- Ausgangspunkt: Bivouac de l’Aiguillette à la Singla (3176 m)
- Via: Col d’Otemma (3209 m)
- Schwierigkeit: L
- Zeitaufwand: 1¼ Stunden (½ Stunde vom Col d’Otemma)
- Erstbegehung: G. E. Foster mit Hans Baumann, 7. August 1866.